# Comuna Cosmești, Teleorman
Cosmești este o comună în județul Teleorman, Muntenia, România, formată din satele Ciuperceni și Cosmești (reședința).

## Istorie
La sfârșitul secolului al XIX-lea, comuna făcea parte din plasa Glavaciocul al județului Vlașca și era format din satele Cosmești, Gurgueți, Blejești și Motoful, cu o populație de 1221 de locuitori. În comună exista două școli și două școli (una la Blejești și alta la Cosmești). Școala de la Blejești avea 30 de băieți (dintre care 6 fete), iar cea de la Cosmești avea 29 de băieți (dintre care 2 fete).
Anuarul Socec din 1925 consemnează comuna în aceiași plasă, cu o populație de 2456 de locuitori, în cătunele Cosmești, Osebiții-Blejești și Gurgueți.  În anul 1931, comuna a fost împărțită în satele Cosmești, Sericu și Gurgueți.
În anul 1968, comuna a trecut la județul Teleorman, căpătând actuala formă. Tot atunci, satul Gurgueți este desființat și contopit cu satul Cosmești, iar satul Sericu a fost retrocedat comunei Blejești.

## Demografie
Componența etnică a comunei Cosmești
     Români (89,39%)
     Romi (2,25%)
     Alte etnii (0,08%)
     Necunoscută (8,27%)
Componența confesională a comunei Cosmești
     Ortodocși (90,92%)
     Alte religii (0,55%)
     Necunoscută (8,53%)
Conform recensământului efectuat în 2021, populația comunei Cosmești se ridică la 2.357 de locuitori, în scădere față de recensământul anterior din 2011, când fuseseră înregistrați 2.600 de locuitori. Majoritatea locuitorilor sunt români (89,39%), cu o minoritate de romi (2,25%), iar pentru 8,27% nu se cunoaște apartenența etnică. Din punct de vedere confesional, majoritatea locuitorilor sunt ortodocși (90,92%), iar pentru 8,53% nu se cunoaște apartenența confesională.

## Politică și administrație
Comuna Cosmești este administrată de un primar și un consiliu local compus din 11 consilieri. Primarul, Mihail Dinu[*], de la Partidul Social Democrat, este în funcție din octombrie 2020. Începând cu alegerile locale din 2024, consiliul local are următoarea componență pe partide politice:
|  | Partid                          | Consilieri | Componența Consiliului | Componența Consiliului | Componența Consiliului | Componența Consiliului | Componența Consiliului | Componența Consiliului | Componența Consiliului | Componența Consiliului | Componența Consiliului |
|  | ------------------------------- | ---------- | ---------------------- | ---------------------- | ---------------------- | ---------------------- | ---------------------- | ---------------------- | ---------------------- | ---------------------- | ---------------------- |
|  | Partidul Social Democrat        | 9          |                        |                        |                        |                        |                        |                        |                        |                        |                        |
|  | Partidul Național Liberal       | 1          |                        |                        |                        |                        |                        |                        |                        |                        |                        |
|  | Alianța pentru Unirea Românilor | 1          |                        |                        |                        |                        |                        |                        |                        |                        |                        |

## Monumente istorice
Singurul monument din comuna Cosmești este Hanul Grecilor din satul Cosmești, localizat lângă primărie și datează de la sfârșitul secolului al XIX-lea.